# المتمردة (مسرحية)
المتمردة مسرحية للكاتب جورج برنارد شو الحاصل على جائزة نوبل للأدب، كتبها عام 1893، وعُرضت لأول مرة في لندن سنة 1902. تُعد واحدة من ثلاث مسرحيات نشرها شو ضمن مجموعة مسرحيات سماها "المسرحيات المزعجة" عام 1898، إلى جانب «المغامر» و«بيوت الأرامل».
تتناول المسرحية قصة امرأة كانت تعمل سابقًا في البغاء، وأصبحت الآن صاحبة بيت دعارة، وهي تحاول التفاهم مع ابنتها التي ترفض أسلوب حياتها. تصنَّف المسرحية ضمن مسرحيات المشكلة، إذ تقدم تعليقًا اجتماعيًا يوضح أن ممارسة البغاء لم تكن نتيجة انحراف أخلاقي، بل بسبب الضرورة الاقتصادية.
وقد استعار شو بعض عناصر المسرحية من روايته الصادرة سنة 1882 بعنوان «مهنة كاشيل بايرون»، التي تحكي عن رجل أصبح ملاكمًا بسبب محدودية فرص العمل المتاحة له.

## الملخص
تتمحور القصة حول العلاقة بين السيدة كيتي وارن وابنتها فيفي. كانت السيدة وارن تعمل سابقًا في البغاء، وهي الآن صاحبة بيت دعارة، ويصفها النص بأنها «في المجمل، امرأة بشوشة ومقبولة المظهر رغم ماضيها غير المحترم». أما فيفي فهي شابة ذكية وعملية، تخرجت مؤخرًا من الجامعة، وعادت إلى المنزل للتعرف إلى والدتها لأول مرة في حياتها. تركز المسرحية على كيفية تغيّر العلاقة بين الأم وابنتها عندما تكتشف فيفي طبيعة عمل والدتها. كما تشرح الأسباب التي دفعت السيدة وارن إلى امتهان البغاء، وتدين النفاق الاجتماعي المتعلق بهذه المهنة، وتنتقد محدودية فرص العمل المتاحة أمام النساء في بريطانيا الفيكتورية.

## الحبكة
فيفي وارن، شابة عصرية بكل المقاييس، تخرجت مؤخرًا من جامعة كامبريدج بمرتبة شرف في الرياضيات (مرتبة الـثالث في ترتيب الـWrangler)، وهي مؤهلة للزواج من أي خاطب مناسب. والدتها، السيدة وارن (التي غيّرت اسمها لإخفاء هويتها وإعطاء انطباع بأنها متزوجة)، ترتب للقاء يجمع فيفي بصديقها السيد براد، وهو مهندس معماري وسيم في منتصف العمر، وذلك في المنزل الذي تقيم فيه فيفي.
تصل السيدة وارن برفقة شريكها في العمل، السير جورج كروفتس، الذي يجد نفسه منجذبًا إلى فيفي رغم فارق السن بينهما الذي يبلغ 25 عامًا. فيفي على علاقة عاطفية مع الشاب فرانك غاردنر، الذي ينظر إليها باعتبارها وسيلته للعيش المريح. والده، القس صموئيل غاردنر (المتزوج)، له ماضٍ مع السيدة وارن، ويتضح لاحقًا أنه قد يكون والد فيفي غير الشرعي، ما يعني أنها وفرانك قد يكونان شقيقين من الأب.
تنجح السيدة وارن في تبرير اختيارها لهذه المهنة أمام ابنتها، موضحة أنها فعلت ذلك من أجل إعالة فيفي ومنحها الفرص التي حُرمت منها هي. جمعت ما يكفي من المال للاستثمار في العمل مع شقيقتها، وأصبحت اليوم تملك، بالشراكة مع السير جورج، سلسلة من بيوت الدعارة في أنحاء أوروبا.
في البداية، تصاب فيفي بالصدمة من هذا الكشف، لكنها تعود لتثني على والدتها وتعتبرها امرأة كافحت من أجل أسرتها. غير أن هذا التفاهم ينتهي عندما تكتشف فيفي أن والدتها ما زالت تدير هذا النشاط رغم أنها لم تعد بحاجة مادية إليه. عندها، تقرر فيفي العمل في وظيفة مكتبية في المدينة، وتقطع علاقتها بفرانك، متعهدة ألا تتزوج أبدًا. كما تقطع صلتها بوالدتها، التي تتركها حزينة ومحطمة، بعدما كانت تأمل أن تقضي شيخوختها برفقة ابنتها.

## الأصل
صرّح برنارد شو أنه كتب المسرحية «للإشارة إلى الحقيقة التي مفادها أن البغاء لا ينشأ عن انحراف النساء أو فجور الرجال، بل عن تدني الأجور، وازدراء قيمة عمل المرأة، واستغلالها المفرط إلى درجة تدفع أفقرهن إلى اللجوء إلى البغاء حفاظًا على حياتهن». يعالج شو في المسرحية مشكلة ديركيس-ثرون، بيترا. «الأدب الإنجليزي في مرحلة التحول، 1880–1920»، المجلد 49، العدد 3، 2006، الصفحات 293–310 (مقال).
  تتمثل في البغاء المنظم، ويجسدها دراميًا من خلال شخصية فيفي وارن. 

أوضح شو مصدر المسرحية في رسالة أرسلها إلى صحيفة ديلي كرونيكل بتاريخ 28 أبريل 1898.
"ذكرت الآنسة جانيت آتشرتش وهي ممثلة وصديقة لشو، لي رواية لكاتب فرنسي هي إيفيت لـ غي دو موباسان، وقالت إن بها قصة تصلح للمعالجة المسرحية. وبما أنني لا أُقبل على قراءة أي شيء، فقد روت لي القصة شفهياً...
في الخريف التالي، كنت ضيفًا لدى سيدة هي بياتريس ويب ذات قدرات متميزة ومعرفة لافتة بأنماط المجتمع الإنجليزي، إلى جانب إلمامها البارز بالقضايا الصناعية والسياسية. اقترحت عليَّ أن أقدّم على خشبة المسرح شخصية حقيقية من سيدات الطبقة الحاكمة في العصر الحديث، لا تلك الصورة النمطية التي يتخيلها النقاد ورجال المسرح.

وقد فعلت ذلك؛ فكانت النتيجة شخصية فيفي وارن... أما السيدة وارن نفسها فهي نسختي الخاصة من بطلة القصة التي روتها لي الآنسة آتشرتش. أما المشهد المؤثر بشدة — والذي يمكن لأي طفل أن يكتبه إذا كان بصره سليمًا — والذي تبرر فيه السيدة وارن اختيارها لمهنتها، فليس سوى إعادة صياغة لمشهد في رواية من تأليفي، هي مهنة كاشيل بايرون (ومنها جاء عنوان مهنة السيدة وارن)، حيث يوضح ملاكم محترف كيف دُفع إلى حلبة الملاكمة بنفس الطريقة التي دفعت بها السيدة وارن إلى الشوارع" .

## سجل الأداء

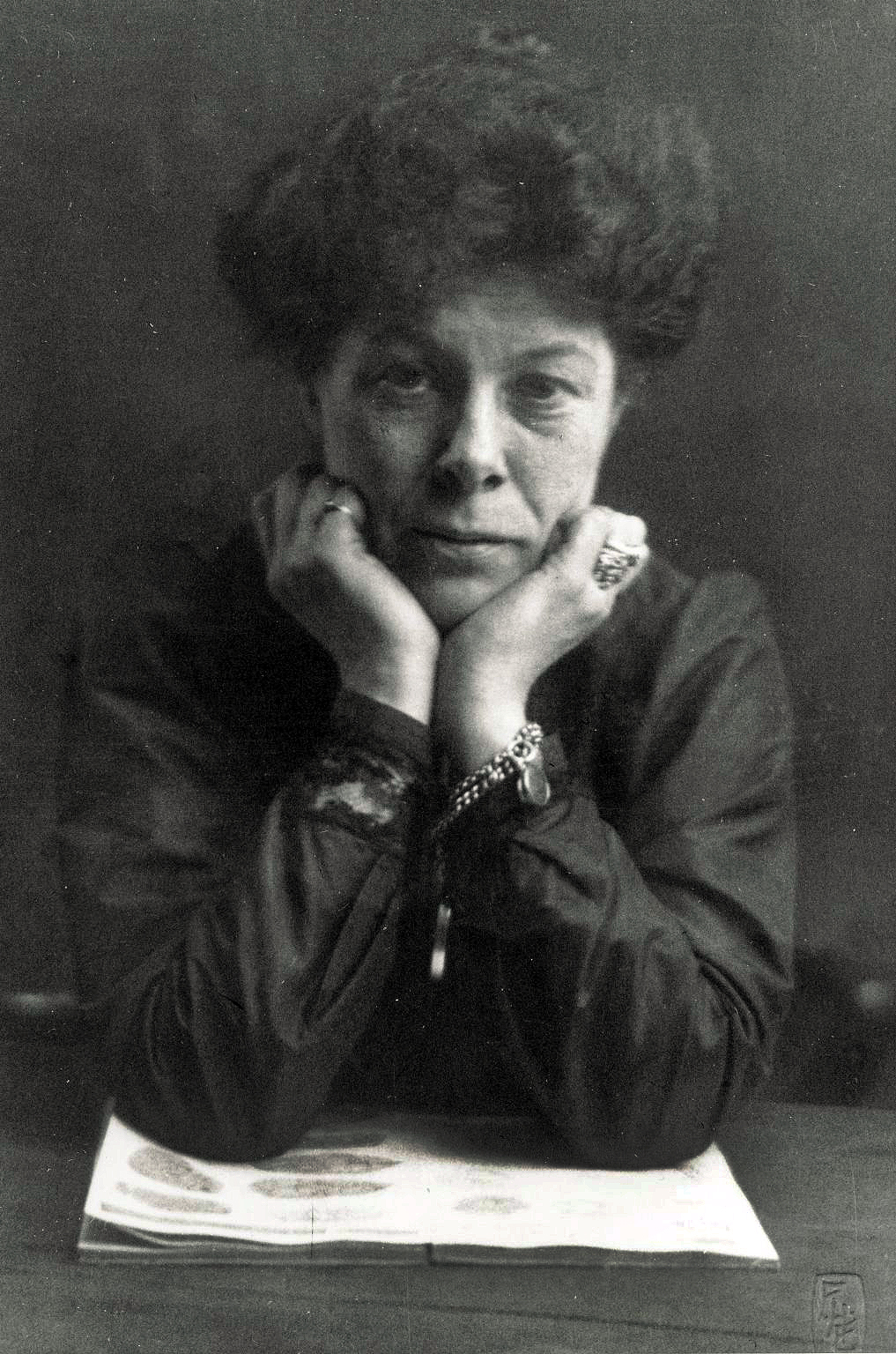
فاني برو بدور السيدة وارن في إنتاج لندن عام 1902. جزء من سلسلة صور فوتوغرافية للعرض التقطها فريدريك هـ. إيفانز. ووفقًا لملاحظة في أرشيف مكتبة جامعة كورنيل، وصف الكاتب المسرحي جورج برنارد شو إيفانز بأنها "أكثر المصورين إبداعًا".

حُظرت المسرحية في البداية من قِبل لورد تشامبرلين، وهو الرقيب الرسمي على المسارح في بريطانيا، بسبب تناولها الصريح لموضوع البغاء. ومع ذلك، عُرضت أخيرًا يوم الأحد 5 يناير 1902 في نادي نيو ليريك بلندن، بمشاركة الممثل والمدير المسرحي البارز هارلي غرانفيل باركر في دور فرانك، وفاني برو في دور السيدة وارن، وجورج جودهارت في دور السير جورج كروفتس، ويوليوس نايت في دور براد، ومادج ماكينتوش في دور فيفي، وكوزمو ستيوارت في دور القس صموئيل غاردنر.  كانت الأندية الخاصة للأعضاء وسيلة لتجنب رقابة السلطات، وكثيرًا ما كان الممثلون يستغلون هذه الفرصة لدعوة زملائهم الفنانين إلى عرض خاص للمسرحية، غالبًا في أيام الأحد عندما تكون المسارح مغلقة أمام الجمهور. أما أول عرض عام للمسرحية في لندن فقد أُقيم عام 1925.
تم إحياء المسرحية مرتين على خشبة المسرح الوطني البريطاني؛ الأولى في موسم 1970–1971 في مسرح أولد فيك، وأخرجها رونالد آير، وشارك فيها كل من كورال براون وسارة بادل. أما الإحياء الثاني فكان في موسم 1985–1986 في مسرح ليتيلتون، بإخراج أنتوني بيج، وشاركت فيه جون بلاوريت بدور السيدة وارن، وجيسيكا تيرنر بدور فيفي.
في إعادة إحياء المسرحية على مسرح برودواي عام 1976، قامت روث جوردون بدور كيتي وارن، ولين ريدغريف بدور فيفي، وفيليب بوسكو بدور السير جورج كروفتس، وإدوارد هيرمان بدور فرانك غاردنر.
حصلت ريدغريف على ترشيح لجائزة توني لأفضل ممثلة في مسرحية، كما ترشح هيرمان لجائزة توني لأفضل ممثل مساعد، وفاز هيرمان بالجائزة بالفعل.
منذ تأسيس مهرجان شو في نياجارا أون ذا ليك، أونتاريو عام 1962، قُدمت مسرحية «المتمردة» خمس مرات ضمن فعالياته، وذلك في أعوام: 1976، 1990، 1997، 2008، و2016.
في عام 2006، تم إحياء المسرحية في عرض خارج برودواي بواسطة مسرح التمثيل الإيرلندي، حيث قامت دانا آيفي بدور السيدة وارن، ولورا عوده بدور فيفي وارن، وديفيد ستالر بدور السيد براد.
أعيد إحياء المسرحية في عام 2010 في ثلاثة أماكن منفصلة:
- عرضت مسرحية «المتمردة» في عدة أماكن بارزة، منها:
- في ويست إند بلندن، على مسرح الكوميدي ثيتر، حيث قامت فيليسيتي كيندال بدور السيدة وارن.
- في واشنطن العاصمة، قدمتها شركة شيكسبير المسرحية في مسرح سيدني هارمان هول، مع إليزابيث آشلي في دور السيدة وارن.
- على مسارح برودواي، في مسرح أمريكان إيرلاينز، تحت رعاية شركة راوندأباوت ثيتر، حيث قامت تشيري جونز بدور كيتي وارن، وسالي هوكينز بدور فيفي.

- قدمت شركة سيدني للمسرح مسرحية «المتمردة» في عام 2012، وحظيت بشعبية كبيرة دفعت القائمين على العرض إلى تمديد فترة العرض الموسمية، ثم في عام 2016، عُرضت في مسرح المركز في مدينة سياتل.
- في عام 2018، تم عرض اقتباس إلينور بيشوب من مسرحية «المتمردة» في مسرح ASB ووترفرونت في أوكلاند، نيوزيلندا، وذلك بواسطة شركة أوكلاند للمسرح، ثم عرضت في عام 2021، خارج برودواي في ثيتر رو، من إنتاج مجموعة جينغولد ثياتريكال.
- في عام 2022، قُدمت المسرحية في مسرح مهرجان تشيتشيستر، حيث قامت كارولين كوينتين بدور السيدة وارن، وابنتها روز كوينتين بدور فيفي. استمر العرض من 30 نوفمبر حتى 3 ديسمبر، ثم انطلق في جولة عام 2023 شملت مسارح مثل مسرح إيفون آرنو في غيلدفورد[9] ومسرح إيفريمان في شيلتنهام.[10] .
- في عام 2024، قامت فرقة SHAW2020 المسرحية بجولة بعرضها لمسرحية «المتمردة»، حيث شملت الجولة زيارة إلى منزل المؤلف جورج برنارد شو المعروف باسم شارع شو (Shaw's Corner)[11]، وفي عام 2025، قدم مسرح غاريك في لندن عرضًا لمسرحية «مهنة السيدة وارن»، بمشاركة إميلدا ستونتون بدور السيدة وارن، وابنتها بيسي كارتر في دور فيفي.

## تتمة
كتب السير هاري جونستون تكملة للمسرحية في صورة رواية بعنوان «ابنة السيدة وارن» حوالي عام 1920. 

## التكيفات
في عام 1960، تم إنتاج فيلم ألماني مقتبس عن المسرحية بعنوان «مهنة السيدة وارن»، وبطولة ليلي بالمر.
أنتجت قناة بي بي سي التلفزيونية نسخة تلفزيونية بُثت لأول مرة في 3 أكتوبر 1972 على قناة بي بي سي 2 ضمن سلسلة الدراما "المرحلة 2".  أنتجها سيدريك ميسينا وأخرجها هربرت وايز ، وبطولة كورال براون في الدور الرئيسي، وبينيلوب ويلتون في دور فيفي. كما شارك في التمثيل جيمس جراوت وروبرت باول وريتشارد بيرسون وديريك جودفري . ضمن سلسلة مسرحية الشهر، أُعيد إنتاج الإنتاج على قناة بي بي سي 1 في 21 أبريل 1974.  تم إصدار الإنتاج على قرص DVD في عام 2006.
تم بث اقتباس إذاعي لمسرحية «مهنة السيدة وارن» على بي بي سي عام 2002، وأُعيد بثه في يناير 2009 على راديو بي بي سي 7، حيث قامت ماجي ستيد بدور السيدة وارن.
تحول مسرحية «مهنة السيدة وارن» في عمل حديث بعنوان «مهنة السيدة وارن الإلكترونية» من تأليف أرمين باندولا، حيث تنتقل القصة إلى العصر الحديث. في هذا الإصدار، تصبح السيدة وارن ثرية من خلال مواقع الإباحية والتعارف الإلكترونية، بينما تنفصل ابنتها المحمية عن حقيقة أن حياتها المترفة قائمة على استغلال النساء.

## شخصية فيفي والدور المتغير للمرأة
في العصر الفيكتوري، كان الرجال الذين يملكون القدرة المالية على الزواج يستفيدون من قوانين تمنحهم السيطرة الكاملة على زوجاتهم وأموالهن. وكان من المتوقع أن تتحلى النساء الفيكتوريات بسلوك متزن ومهيب، وأن يطيعن أزواجهن.
تتحدى فيفي هذا التصور التقليدي للمرأة المطيعة؛ فهي متعلمة وتعتمد على نفسها بالكامل. رفضت عرضي زواج، مما يعكس اعتمادها على أخلاقيات العمل ونظرتها الواقعية للحياة. يمثل جورج برنارد شو فيفي كشخصية ناتجة عن نوع من الإصلاح الاجتماعي المتعلق بالنوع الاجتماعي، حيث تصفها المسرحية بأنها شخصية لا تهتم بالرومانسية وتتميز بعدم الانجذاب الجنسي (لا جنسية).
طوال المسرحية، تتداخل الحدود بين الرغبات الجنسية وطلبات الزواج. فـ فرانك يغازل كلًا من السيدة وارن وفيفي، بينما يعرض رفيق السيدة وارن، السير جورج كروفتس، الزواج على فيفي رغم علاقته بوالدتها.
تؤكد الناقدة بيترا ديركيس-ثرون أن هذه الأمثلة تبرز كيف انتقد شو النظام الأيديولوجي والاقتصادي الذي أنتج شخصية السيدة وارن، مهاجمًا ازدواجية المعايير المتعلقة بامتيازات الرجال، بالإضافة إلى التشييء العميق للنساء الذي رآه شو متغلغلًا في جميع مستويات المجتمع الفيكتوري، وصولًا إلى أصغر وحدة اجتماعية، وهي الأسرة.